# SN 2006F
SN 2006F – supernowa typu Ib odkryta 18 stycznia 2006 roku w galaktyce NGC 935. Jej maksymalna jasność wynosiła 17,00m.